# Mad Men
Mad Men est une série télévisée américaine en 92 épisodes de 47 minutes créée par Matthew Weiner et diffusée entre le 19 juillet 2007 et le 17 mai 2015 sur AMC.
La série se déroule dans les années 1960 à New York, au sein d'une agence publicitaire fictive de Madison Avenue. La série est centrée sur le personnage de Don Draper, interprété par Jon Hamm, le directeur créatif, dans sa vie professionnelle et personnelle. Au travers des différents personnages et des événements, la série dépeint les changements sociaux et moraux qui ont eu lieu aux États-Unis dans les années 1960.
En France, la série est diffusée depuis le 2 novembre 2008 sur Canal+ en version multilingue et sur Série Club depuis le 2 septembre 2012. Elle est aussi disponible sur les plateformes Prime Video et Netflix ainsi qu'en streaming sur MyTF1.
Au Québec, elle est diffusée depuis le 9 juin 2010 sur Télé-Québec, en Suisse depuis le 9 janvier 2011 sur TSR1 et en Belgique francophone depuis le 23 janvier 2011 sur La Deux en version française et sur La Trois en version originale sous-titrée.
Mad Men a reçu un important succès critique, en particulier pour son authenticité historique et son style visuel et elle a connu une audience croissante au cours des différentes saisons. La série a également reçu de nombreuses récompenses, dont quinze Emmys et trois Golden Globes, et c'est la première série diffusée sur une chaîne câblée à remporter le Primetime Emmy Award de la meilleure série télévisée dramatique, gagné quatre années consécutives pour les quatre premières saisons en 2008, 2009, 2010 et 2011. En 2013, le magazine TV Guide classe Mad Men 6e des soixante meilleures séries dramatiques de tous les temps, et la Writers Guild of America la nomme 7e des 101 séries les mieux écrites[réf. nécessaire].

## Synopsis
Dans le New York du début des années 1960, l'agence publicitaire Sterling Cooper Advertising est une enseigne qui monte. L'un de ses principaux cadres, Don Draper, est un homme au passé mystérieux dont l'instinct et le charisme séduisent à la fois les femmes qui l'entourent et les entreprises qu'il courtise.

## Distribution
- Jon Hamm[1] (VF : Bruno Choël) : Richard « Dick » Whitman / Donald « Don » Draper
- Elisabeth Moss[2] (VF : Anne Dolan) : Peggy Olson
- Vincent Kartheiser[3] (VF : Yoann Sover) : Pete Campbell
- Christina Hendricks[4] (VF : Marine Jolivet) : Joan Holloway
- John Slattery[5] (VF : Éric Legrand) : Roger Sterling
- January Jones[6] (VF : Nathalie Karsenti) : Betty Draper
- Michael Gladis (VF : Denis Laustriat) : Paul Kinsey
- Kiernan Shipka[7] (VF : Corinne Martin) : Sally Draper
- Maxwell Huckabee, Aaron Hart, Jared S. Gilmore[7] et Mason Vale Cotton (VF : Gwenaëlle Jegou) : Bobby Draper
- Jared Harris (VF : Alain Choquet) : Lane Pryce (saisons 3 à 5)
- Robert Morse[8] (VF : Michel Prud'homme) : Bert Cooper
- Rich Sommer (en)[9] (VF : Vincent Ribeiro) : Harry Crane
- Aaron Staton[9] (VF : Sébastien Desjours) : Ken Cosgrove
- Alison Brie[10] (VF : Natacha Muller) : Trudy Campbell
- Christopher Stanley (en)[7] (VF : Pierre Laurent) : Henry Francis (saisons 3 à 7)
- Matt Long (VF : Nessym Guetat) : Joey Baird (saison 4)
- Jessica Paré (VF : Charlotte Marin) : Megan Calvet (saisons 4 à 7)
- Bryan Batt (VF : Serge Biavan) : Salvatore Romano
- Mark Moses (VF : Luc Bernard) : Duck Phillips

 Source et légende : version française (VF) sur RS Doublage

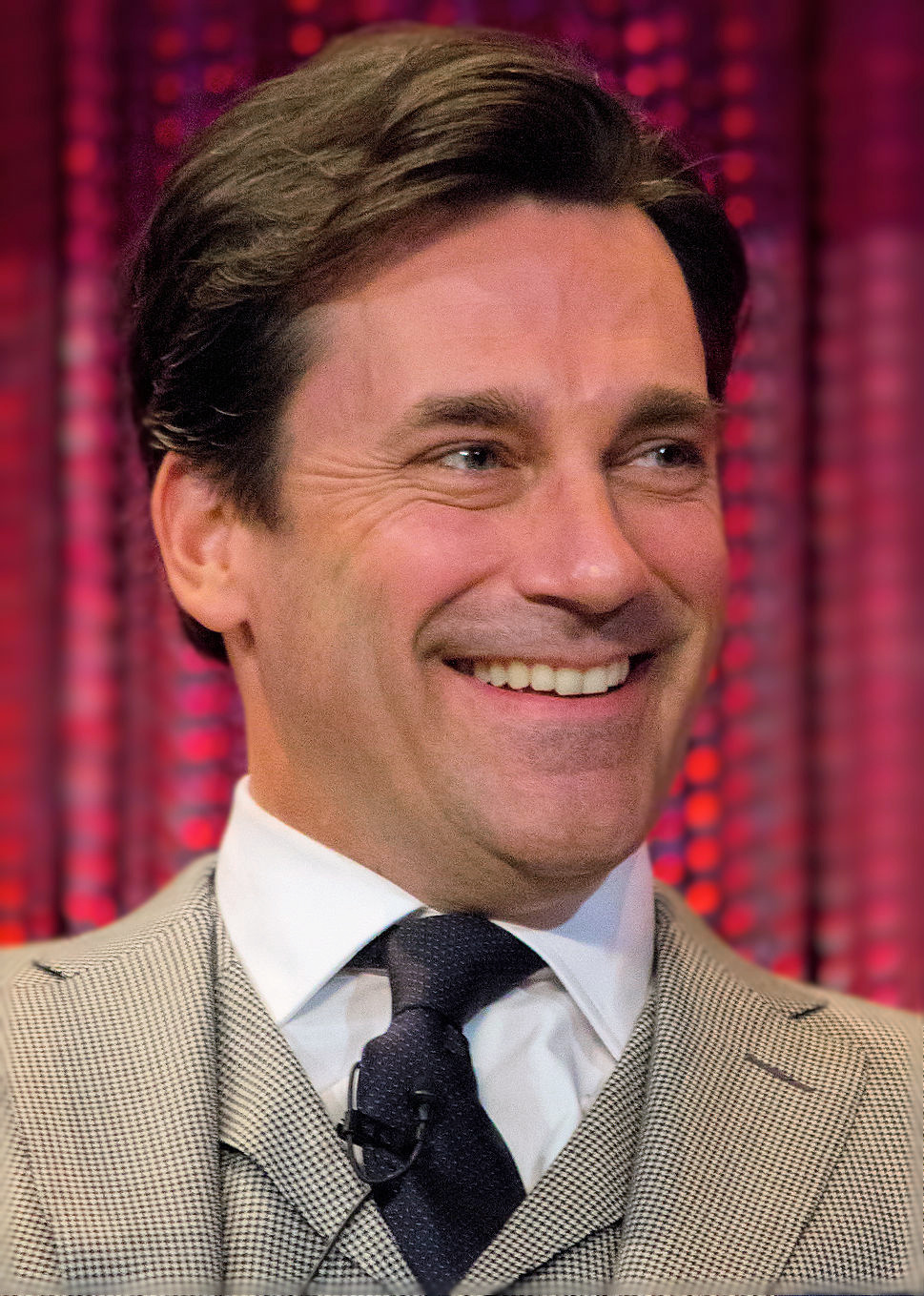
Jon Hamm dans le rôle de Don Draper
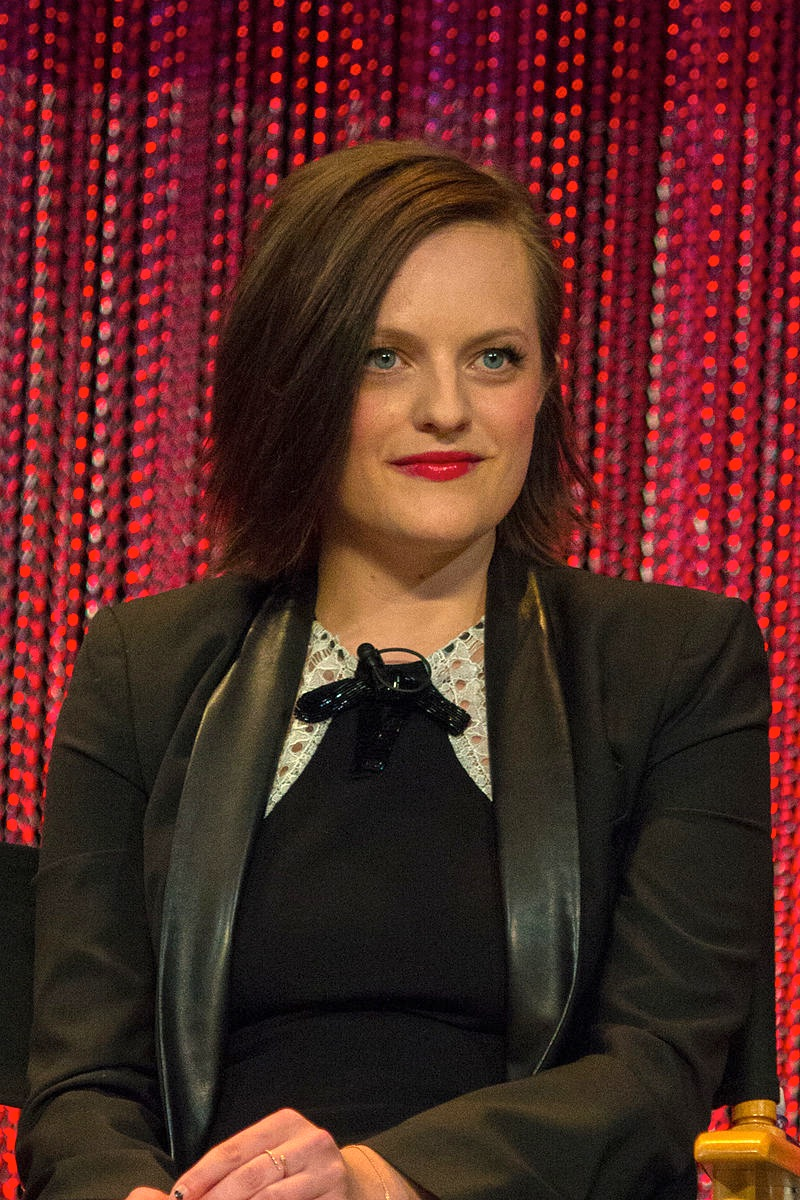
Elizabeth Moss dans le rôle de Peggy Olson
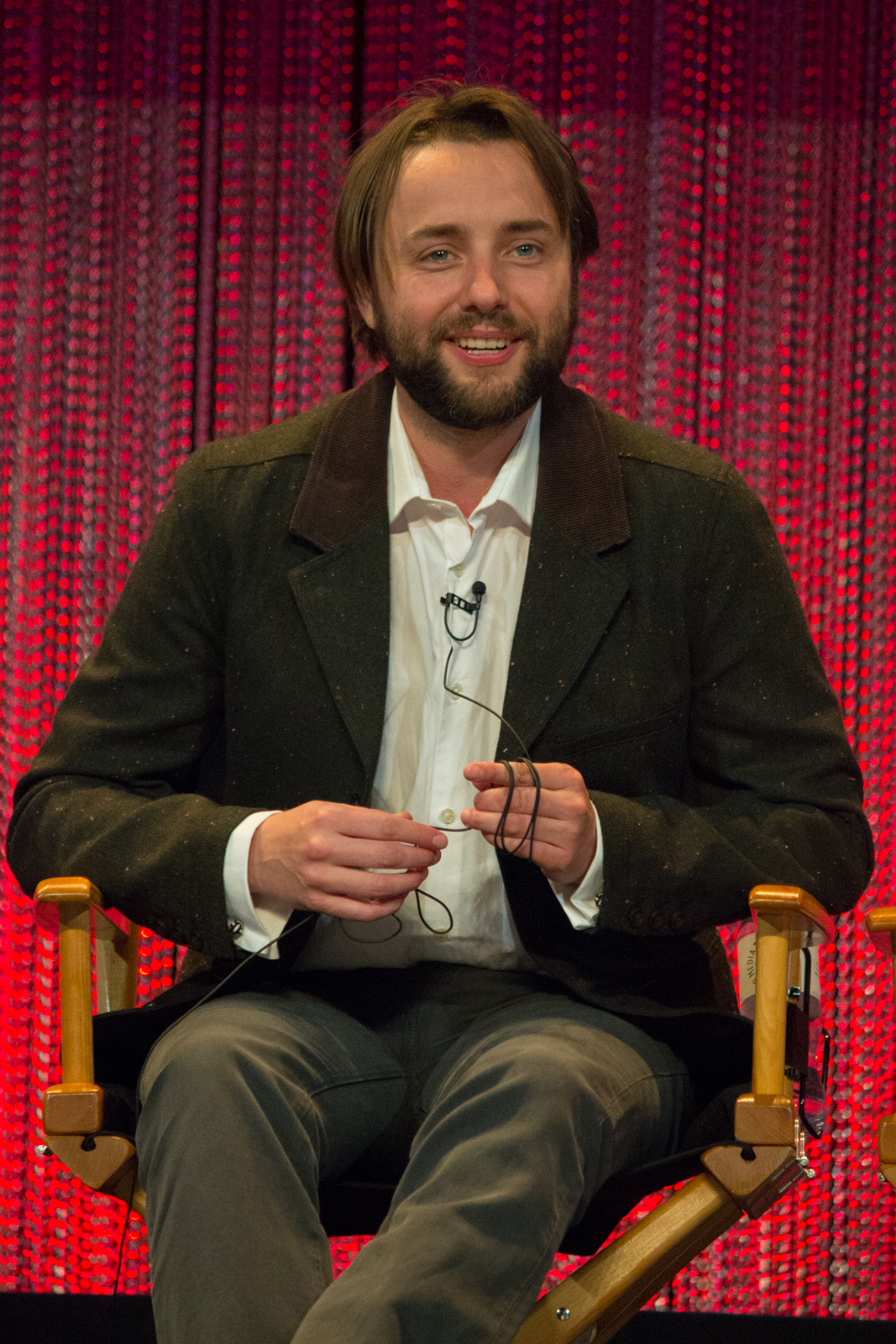
Vincent Kartheiser dans le rôle de Pete Campbell
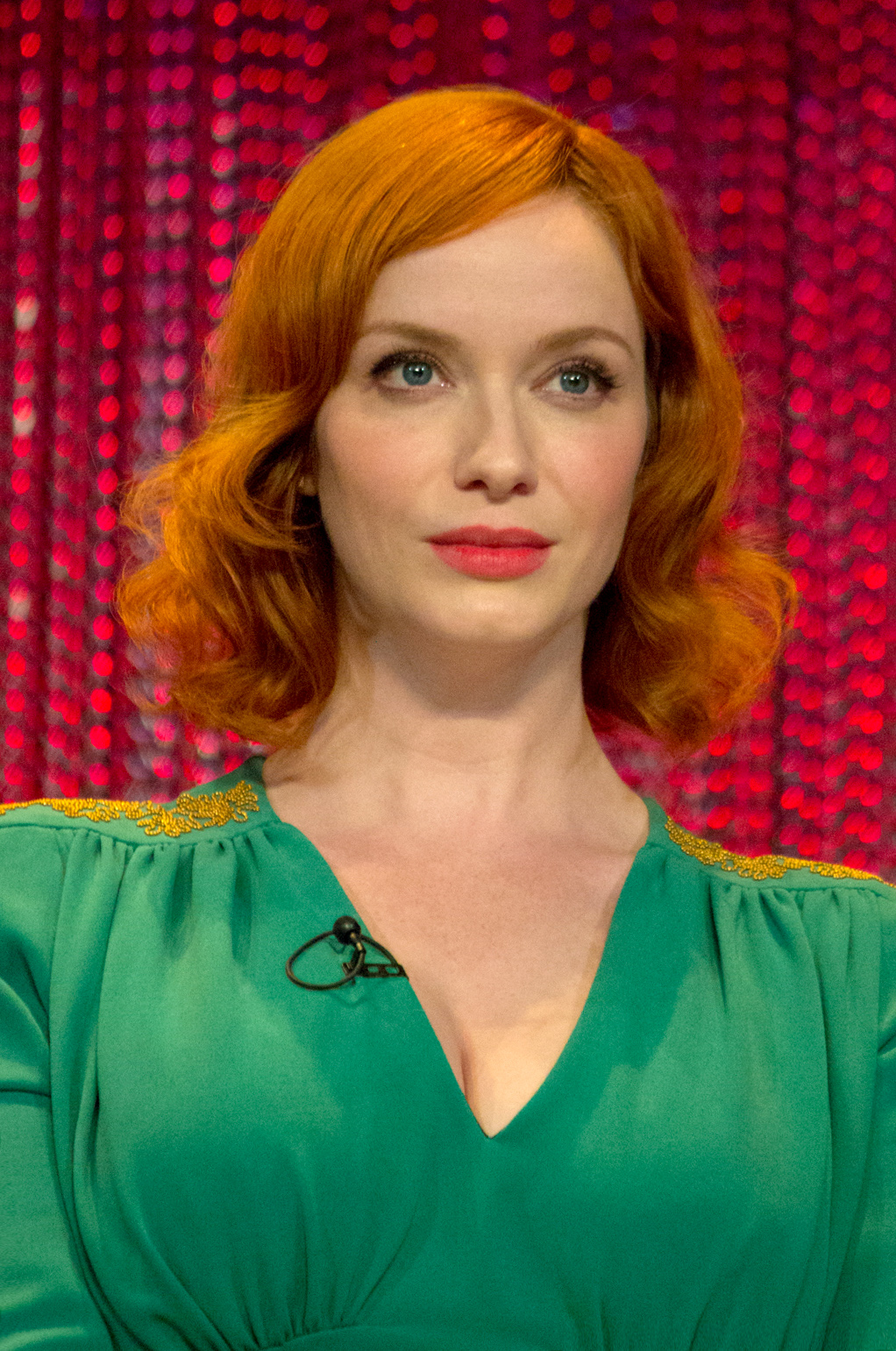
Christina Hendricks dans le rôle de Joan Holloway
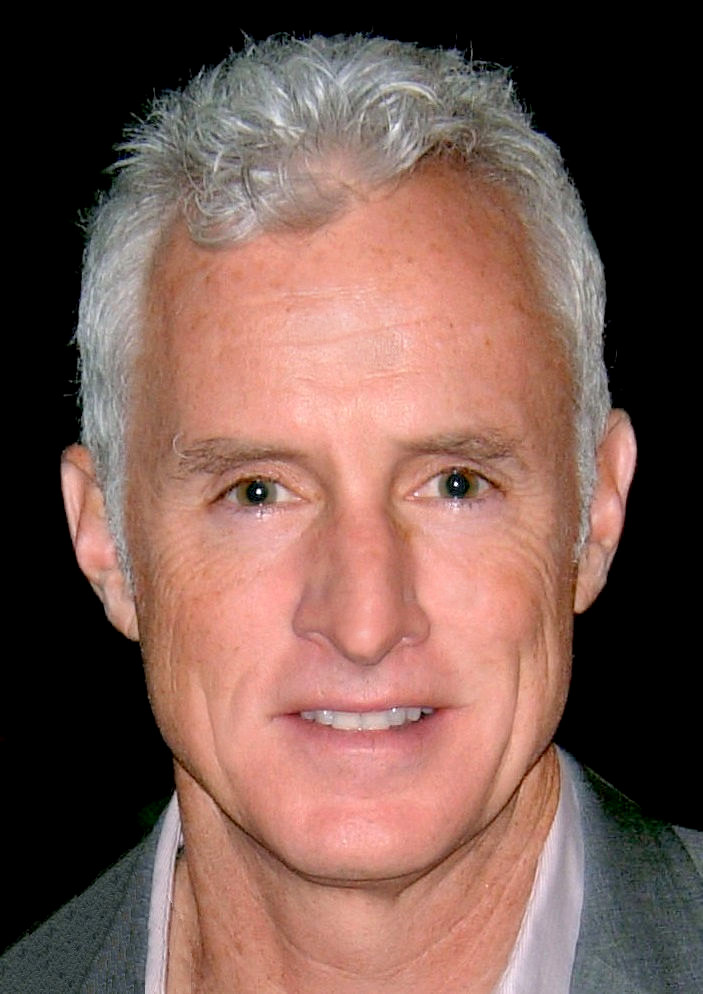
John Slattery dans le rôle de Roger Sterling
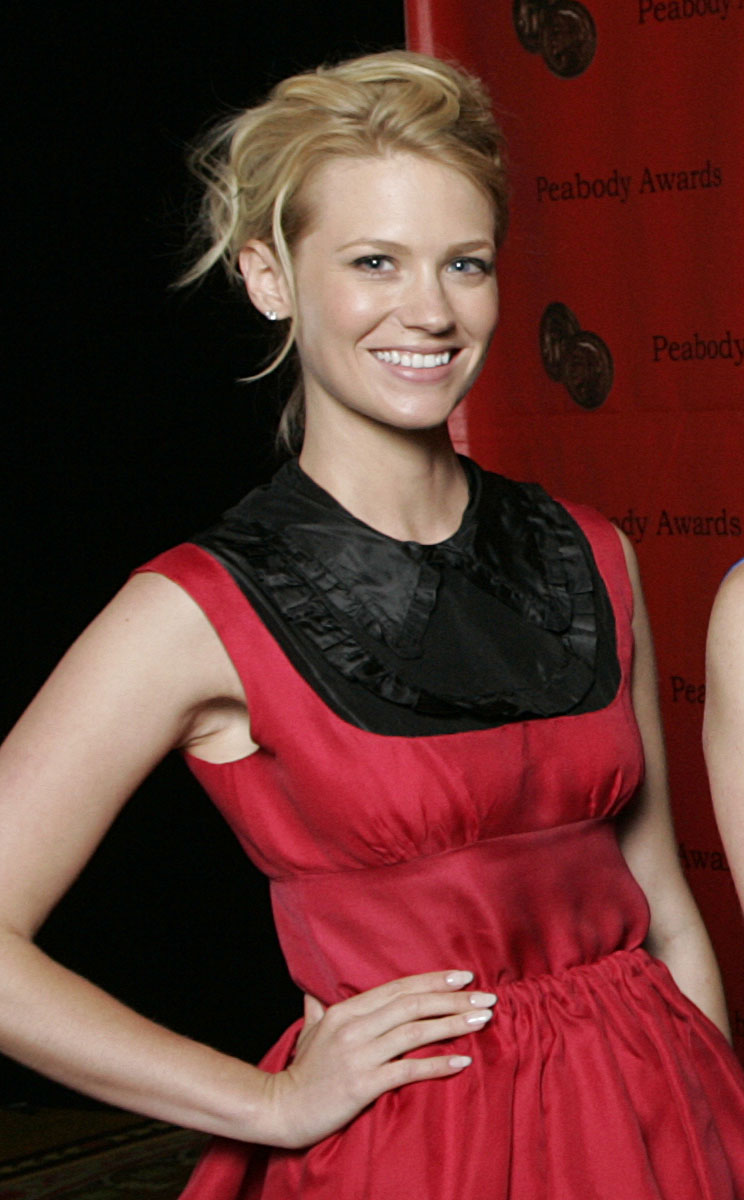
January Jones dans le rôle de Betty Draper
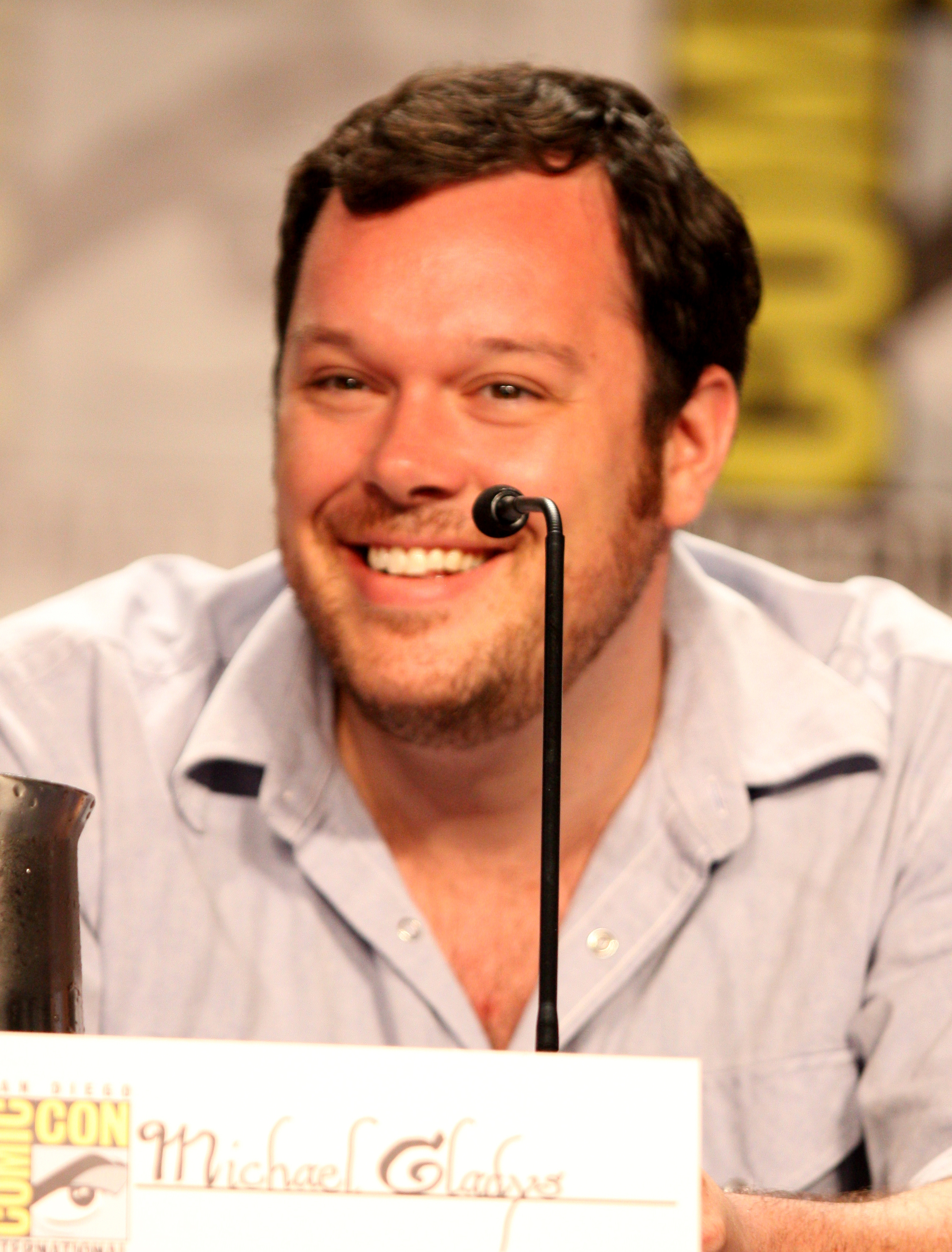
Michael Gladis dans le rôle de Paul Kinsey
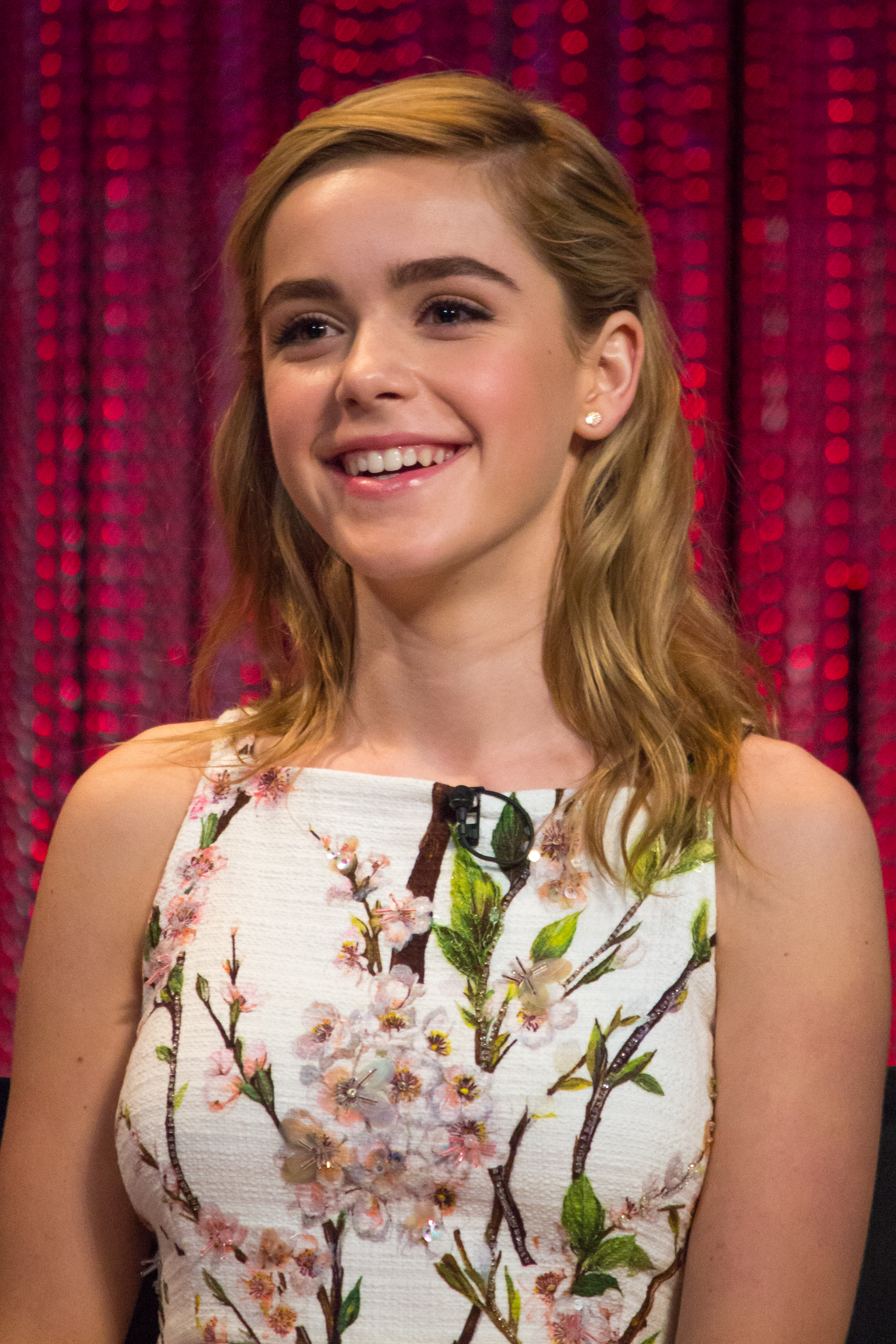
Kiernan Shipka dans le rôle de Sally Draper
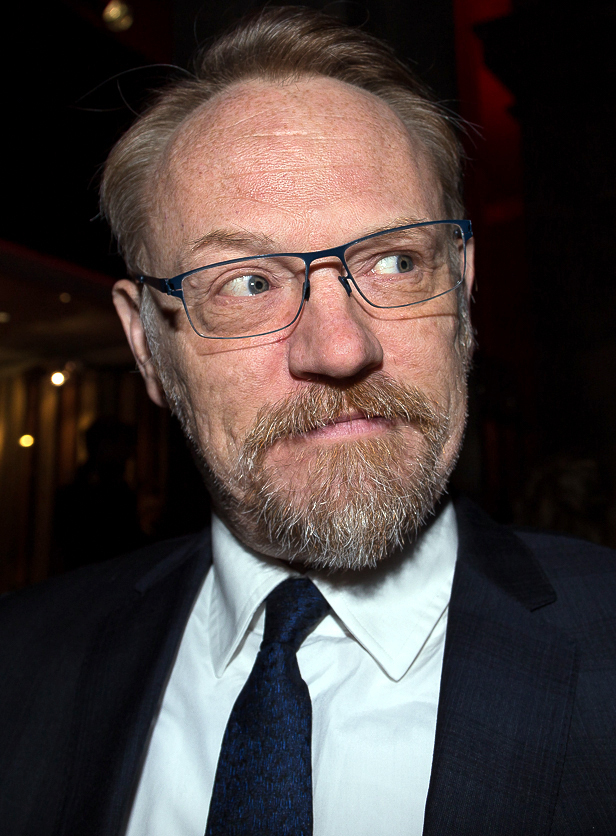
Jared Harris dans le rôle de Lane Pryce
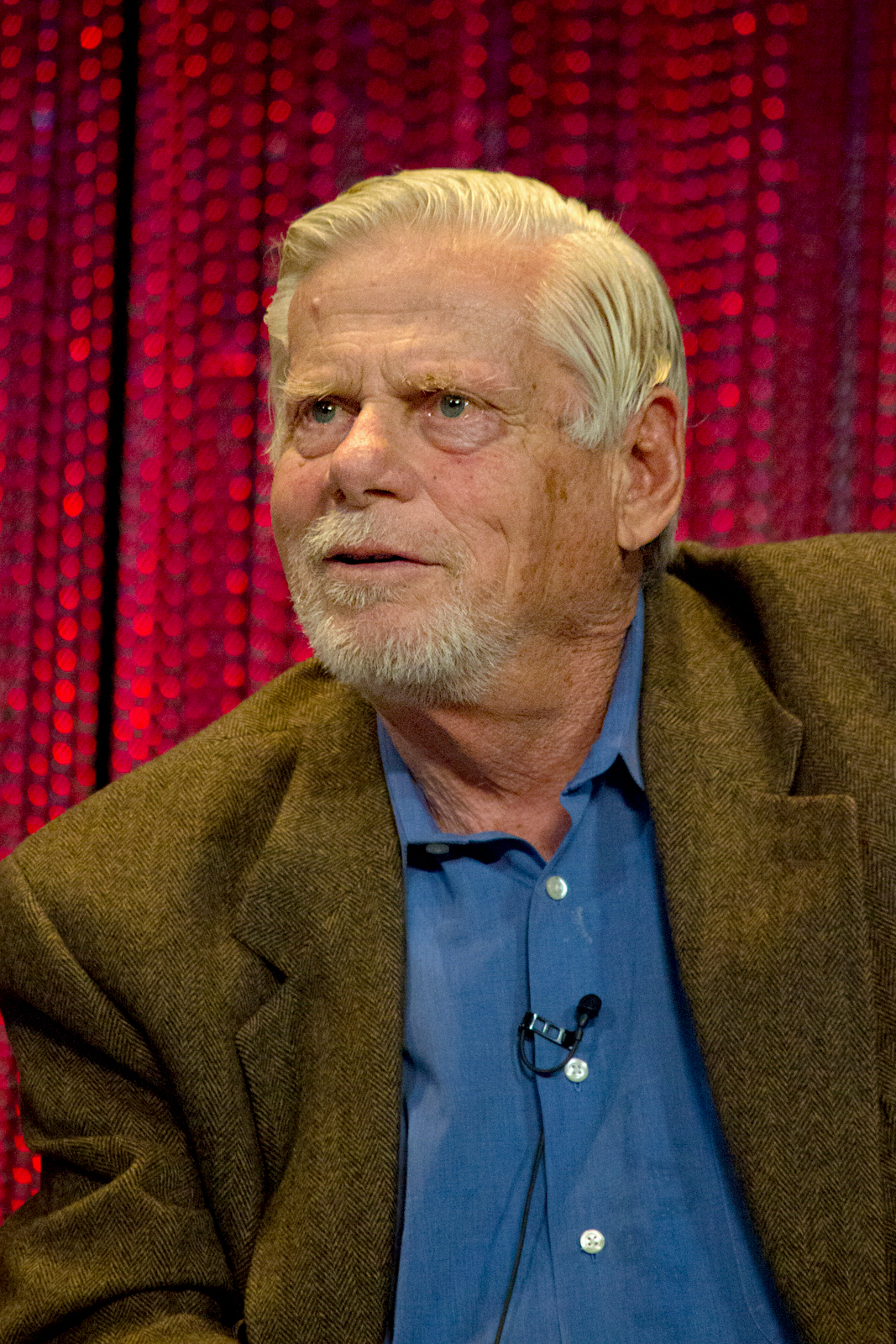
Robert Morse dans le rôle de Bert Cooper
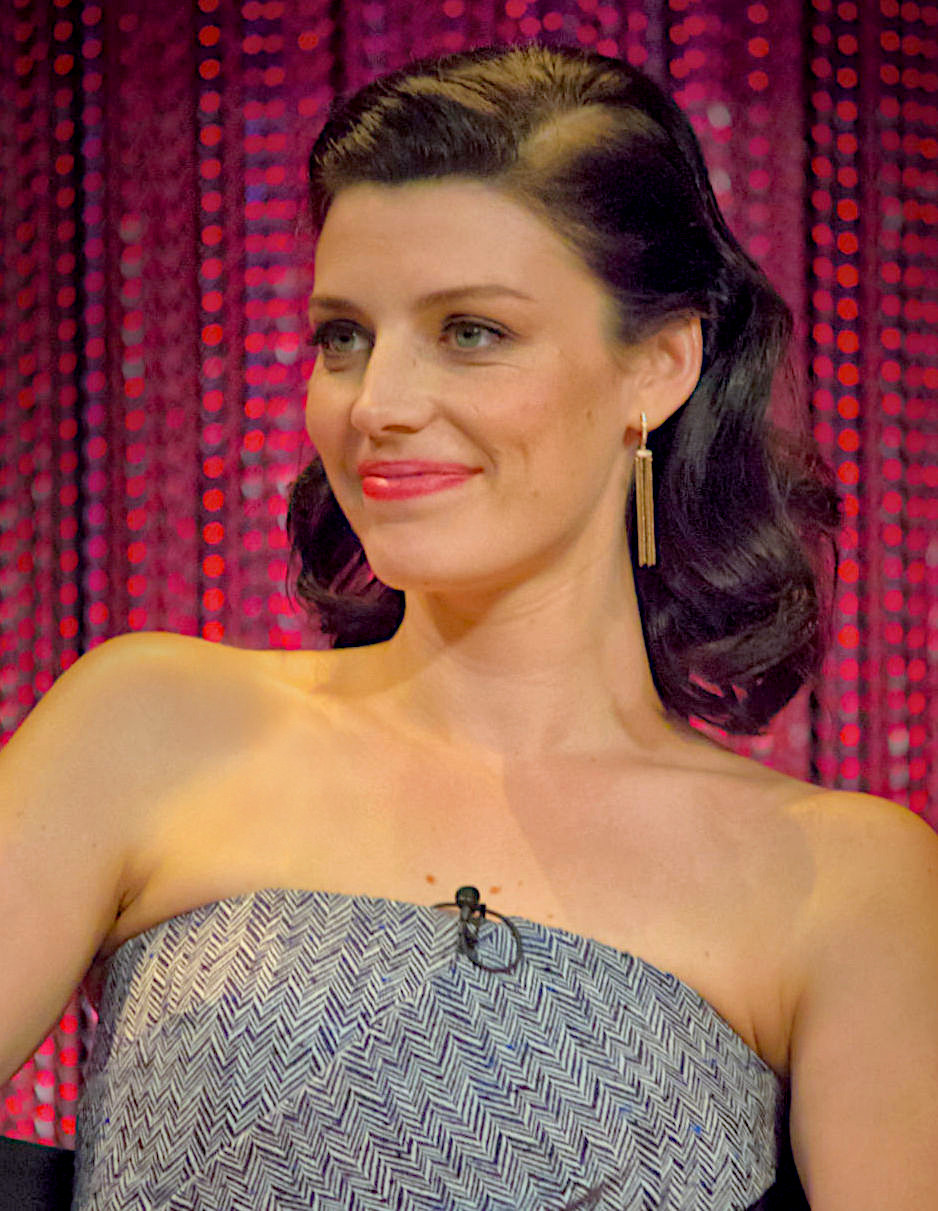
Jessica Paré dans le rôle de Megan Calvet

## Personnages
Mad Men se concentre surtout sur Don Draper, bien que la série bénéficie d'une distribution représentant plusieurs segments de la société new-yorkaise des années 1960.

### Don Draper
Ancien directeur de création de Sterling Cooper puis associé de la nouvelle agence Sterling Cooper Draper Pryce qui deviendra Sterling Cooper & Partners, il est le personnage principal de la série. En dépit du mystère entourant son passé, il est devenu le chef créatif publicitaire le plus connu et reconnu de New York. Il était marié avec Betty Draper et a trois enfants avec elle, mais ses aventures extra conjugales et surtout la découverte de sa double identité ont conduit Betty à demander le divorce à la fin de la saison 3. Son vrai nom est Richard "Dick" Whitman, : il a pris l'identité de son lieutenant Donald Draper après sa mort au cours de la guerre de Corée, afin d'échapper à cette guerre. Il est déserteur.

### Peggy Olson
Ancienne secrétaire de Draper, elle est devenue concepteur-rédacteur dans l'équipe de ce dernier. Elle tombe enceinte de Pete Campbell, grossesse que ni elle, ni sa famille, ni ses collègues de bureau n'ont eu l'air de remarquer ; après la naissance de son bébé, elle abandonne ce dernier à l'adoption. Elle reçoit une proposition de Duck Phillips pour quitter Sterling Cooper, mais refuse, et Don l'embauche dans la nouvelle agence Sterling Cooper Draper Pryce. Don apprécie ses talents, et lui laisse une plus grande marge de manœuvre pour son nouveau poste. L'ascension professionnelle de Peggy est un des fils rouge de la série.

### Pete Campbell
Jeune et ambitieux responsable des comptes clients, il est issu d'une famille de la bourgeoisie new-yorkaise. Campbell a tenté sans succès de faire chanter Don Draper avec des informations sur son passé. Cependant, les deux hommes ont développé un respect mutuel, au point que Draper le préfère à Ken Cosgrove lors de la création de la nouvelle agence. Campbell et sa femme Trudy ont des difficultés à concevoir un enfant, et il reste inconscient de la naissance et de l'abandon de son enfant par Peggy jusqu'à la fin de la saison 2. À la fin de la saison 3, insatisfait de son traitement à Sterling Cooper, il décide de quitter l'agence, avant que Don ne lui propose de participer à la nouvelle agence, à condition qu'il apporte un certain nombre de comptes clients qui représentent un total de 8 millions de dollars. Peter accepte et impose de devenir un associé de Sterling Cooper Draper Pryce, bien que son nom n'apparaisse pas parmi ceux des autres associés.

### Betty Draper
Femme de Don Draper et mère de leurs trois enfants, Sally, Bobby et Gene (ou plus officiellement Elizabeth, Robert et Eugene). Elle a rencontré Don à 19 ou 20 ans alors qu'elle était mannequin, et l'épousa peu après. Au cours de la série, Betty se rend peu à peu compte des aventures de son mari. Après une brève séparation, Betty permet à Don de rentrer à la maison lorsqu'elle est enceinte de leur troisième enfant. Elle demande le divorce à la fin de la saison 3 pour se remarier avec Henry Francis avant le début de la saison 4. Bien que remariée, elle continue à vivre avec ses enfants et son nouveau mari dans l'ancienne maison des Draper, dans l'attente d'en trouver une nouvelle.

### Joan Holloway
À la tête du secrétariat de Sterling Cooper, elle gère la vie quotidienne des bureaux et les différentes secrétaires. Elle a eu une longue aventure avec Roger Sterling jusqu'à ce que les deux crises cardiaques de celui-ci ne mettent fin à leur relation. Elle rencontre au cours de la saison 2 le Dr Greg Harris, avec qui elle se marie dans la saison 3. Sur la demande de son mari, elle est contrainte de quitter Sterling Cooper. Cependant, les difficultés financières du couple la conduisent à réintégrer sa place au sein de la nouvelle agence Sterling Cooper Draper Pryce. Elle en deviendra plus tard associée.

### Roger Sterling
L'un des deux associés senior de Sterling Cooper, et meilleur ami de Don Draper. Bert Cooper, l'autre associé senior de l'agence, l'aurait présenté à sa femme, Mona, de qui il va divorcer au cours de la saison 2, pour se remarier avec une ancienne secrétaire de Draper, Jane, âgée de 22 ans. Il a servi comme marin dans la Navy et était un coureur de jupons jusqu'à ce que deux crises cardiaques ne changent ses perspectives, du moins pour un temps. Il garde un bon contact avec les employés de Sterling Cooper. C'est lui qui aurait engagé Don Draper au milieu des années 1950 alors que celui-ci était vendeur de fourrures ; cependant il n'aurait jamais confirmé son emploi, Don ayant profité de son état d'ébriété pour s'imposer.

## Fiche technique
- Réalisation[21] : Phil Abraham, Tim Hunter, Lesli Linka Glatter, Jennifer Getzinger, Andrew Bernstein, Michael Uppendahl, Alan Taylor, Andrew Bernstein, Matthew Weiner, Scott Hornbacher, John Slattery, Barbet Schroeder, Ed Bianchi, Paul Feig, Daisy von Scherler Mayer, Lynn Shelton.
- Scénario[21] : Matthew Weiner, André Jacquemetton, Maria Jacquemetton, Lisa Albert, Robin Veith, Kater Gordon, Dahvi Waller, Erin Levy, Tom Palmer, Bridget Bedard, Chris Provenzano, Marti Noxon, Cathryn Humphris, Brett Johnson, Jonathan Abrahams.
- Production[21] : Matthew Weiner, Scott Hornbacher (producteurs délégués) ; Lisa Albert, André Jacquemetton, Maria Jacquemetton (producteurs) ; Blake McCormick, Dwayne L. Shattuck (coproducteurs), etc.
- Sociétés de production : American Movie Classics, Lions Gate Entertainment, Weiner Bros., @ Radical Media
- Musique[22] : David Carbonara.
- Photographie[23] : Chris Manley, Phil Abraham, Steve Mason, Frank G. DeMarco, Bill Roe.
- Montage : Malcolm Jamieson, Christopher Nelson, Tom Wilson, Leo Trombetta, David Siegel, Cindy Mollo, Pattye Rogers, Conrad Smart, Christopher Gay.
- Casting[24] : Carrie Audino, Laura Schiff.
- Décors[25] : Dan Bishop, Christopher Brown, Amy Wells.
- Costumes[26] : Katherine Jane Bryant.
- Restriction du public :
  - En France : déconseillé aux moins de 12 ans

 Sauf indication contraire, les informations mentionnées dans cette section peuvent être confirmées par la base de données cinématographiques IMDb,  présente dans la section « Liens externes ».

## Production

### Titre
Le titre est un jeu de mots avec Ad men, littéralement « les hommes de la pub », mais c'est aussi et surtout une expression de l'époque qui fait référence au fait que ces publicitaires travaillaient sur Madison Avenue à New York, d'où l'impossibilité de traduire le titre en français. Mad Men prend également tout son sens au vu de l'attention portée à la condition féminine dans l'ensemble de la série, une quadruple lecture du titre étant alors nécessaire, avec une traduction littérale, « les [hommes] fous ».

### Conception
En 2000, alors qu'il travaille comme scénariste pour la série télévisée Becker, Matthew Weiner écrit la première version de ce qui sera l'épisode pilote de Mad Men,,. Après avoir lu son script en 2002, le producteur de télévision David Chase recrute Weiner pour travailler sur sa série produite par HBO, Les Soprano (The Sopranos), et déclare : « il était vif et avait quelque chose de nouveau à dire. ».
Weiner laisse le script du pilote de côté pour les sept années suivantes, durant lesquelles ni HBO, ni Showtime ne se montrent intéressés par son projet. Puis à l'arrêt de la série Les Sopranos, il décide de présenter son projet à d'autres chaînes de télévision dont la chaîne câblée AMC qui se lance dans le marché de la nouvelle programmation. Ed Carroll, le président d'AMC, explique sa motivation par le fait que « la chaîne était à la recherche de différence pour le lancement de sa première série originale » et que « nous avons pris le pari de la qualité plutôt que de l'appel de la masse stéréotypée »,.

### Préproduction
Tim Hunter, réalisateur d'une demi-douzaine d'épisodes des deux premières saisons de la série, a qualifié Mad Men de « programme très bien géré ».

« Il existe un tas de réunions au cours de la préproduction. Le jour où le script arrive, on se réunit tous pour une première lecture, et Matt [Weiner] commence à nous dire comment il envisage l'épisode. Puis, on fait une autre réunion de lecture en conditions quelques jours plus tard. Enfin, on fait une dernière réunion avec toute l'équipe de production. »

— Tim Hunter, Bonus DVD de la saison 1

### Tournage
| |  |  |
| Les acteurs récurrents Maggie Siff (Rachel Menken), Alison Brie (Trudy Campbell) et Mark Moses (Duck Phillips), au El Rey Theater, à Los Angeles, en octobre 2008. |  |  |

L'épisode pilote (Smoke Gets In Your Eyes) a été tourné aux Studios Silvercup et à divers endroits autour de New York, et les épisodes suivants ont été filmés aux Studios Center de Los Angeles,. La série a été tournée de façon à être disponible en haute définition et diffusée sur AMC HD et en vidéo à la demande (VOD) sur les chaînes câblées affiliées.
Les scénaristes, notamment Matthew Weiner, ont amassé de nombreux documents de recherche sur la période à laquelle Mad Men se déroule de manière à rendre la plupart des aspects de la série — y compris les décors, costumes et accessoires — historiquement précis et vraisemblables,,,, en produisant un style visuel authentique, encensés par la critique,,. Chaque épisode bénéficie d'un budget de 2 à 2,5 millions de dollars, bien que l'épisode pilote ait coûté plus de 3 000 000 $,,.
Pour les scènes où les personnages fument (ce qui est le cas dans chacun des épisodes), Weiner a déclaré que « faire cette série sans tabac aurait été une blague. Cela aurait été hygiénique... et bidon, ». D'après la loi californienne sur le tabac, il est interdit de fumer dans les lieux publics, y compris au travail : les acteurs ont dû fumer des cigarettes aux herbes (sans nicotine),.
Weiner a collaboré avec le directeur de la photographie Phil Abraham et avec les décorateurs Robert Show (qui n'a travaillé que sur le pilote) et Dan Bishop, pour développer un style visuel qui serait « davantage influencé par le cinéma que par la télévision »,. Alan Taylor, ancien réalisateur pour Les Soprano, a réalisé le pilote et a également aidé à créer le ton visuel de la série. Pour donner une « apparence de mystère » autour de Don Draper, Taylor avait tendance à filmer derrière lui ou à masquer partiellement son corps. Beaucoup de scènes se déroulant à Sterling Cooper ont été filmées d'un point de vue inférieur à l'axe de l'œil humain, pour intégrer les plafonds dans la composition picturale, ce qui reflète la photographie, le graphisme et l'architecture de l'époque. Taylor a estimé que ni la steadicam, ni la caméra à l'épaule ne seraient appropriées à la « grammaire visuelle de l'époque, et que l'esthétique [de la série] ne correspondent pas à leur approche classique » : les décors ont par conséquent été conçus pour l'utilisation de la méthode de travelling. Toujours dans ce but de retranscrire au mieux la façon de filmer des années 1950 et 1960, le format 35 mm a été privilégié au cinéma numérique.

### Financement
D'après une estimation publiée dans Barrons, la société de production Lions Gate Entertainment a reçu environ 2,71 millions de dollars d'AMC pour chaque épisode, soit un peu moins que les 2,84 millions qu'ils coûtent.
En mars 2011, après des négociations entre la chaîne et le créateur de la série, AMC a renouvelé Mad Men pour une cinquième saison, diffusée en mars 2012. Weiner a signé un contrat de 30 millions de dollars qui le maintient à la tête du show pour trois saisons supplémentaires. Deux semaines plus tard, January Jones dit dans Marie Claire que le succès financier de la série était à nuancer pour les acteurs : « nous ne sommes pas beaucoup payés sur la série. D'un autre côté, quand vous faites de la télévision, vous avez un salaire régulier chaque semaine, et c'est plutôt pas mal,. »

### Générique
Le générique figure en surimpression une animation graphique d'un homme d'affaires chutant d'une grande hauteur, entouré de gratte-ciels aux reflets d'affiches publicitaires d'époque, et accompagnée d'une courte version instrumentale de A Beautiful Mine de RJD2. L'homme d'affaires apparaît comme une silhouette en noir et blanc.
Cette séquence d'ouverture rend hommage aux génériques de gratte-ciels du créateur de graphismes Saul Bass, ayant travaillé pour Alfred Hitchcock dans La Mort aux trousses (North By Northwest, 1959), et la chute de l'homme fait référence à l'affiche du film Sueurs froides (Vertigo, 1958). Weiner a par ailleurs cité Hitchcock comme une influence majeure sur le style visuel de la série,.
TV Guide cite le générique de Mad Men à la 9e place de sa liste des dix meilleurs génériques de télévision, d'après un vote des lecteurs en 2010.
Le générique a été créé par l'agence Imaginary Forces,.

### Équipe technique
En plus d'avoir créé la série, Matthew Weiner est le responsable du programme (showrunner en anglais), scénariste principal et producteur délégué. Il contribue à chaque épisode, en tant que scénariste ou coscénariste, parfois en tant que réalisateur (il réalise notamment les derniers épisodes de chaque saison) et participe à l'approbation de la distribution des rôles, des décors et des costumes. Il est réputé pour être très sélectif sur tous les aspects de la série et préconise un haut niveau de secret entourant les détails de la production. Beaucoup de scénaristes ont également produit ou coproduit la série. Alan Taylor, Phil Abraham, Jennifer Getzinger, Lesli Linka Glatter, Tim Hunter, Andrew Bernstein et Michael Uppendahl sont des réalisateurs réguliers, alors que des membres de la distribution, John Slattery et Jon Hamm ont aussi réalisé des épisodes.
À partir de la troisième saison, sept des neuf scénaristes de la série sont des femmes, en dépit des statistiques révélées par la Writers Guild of America en 2006, qui indiquent que les scénaristes masculins sont plus nombreux que leurs homologues féminines à 2 pour 1.

« Nous avons un personnel scénaristique essentiellement féminin – des femmes de 20 à 50 ans – et de nombreuses chefs de département et administratrices. [Les producteurs délégués] Matt Weiner et Scott Hornbacher embauchent des personnes en qui ils croient, en fonction de leur talent et de leur expérience. [Ils leur disent] : « Pouvez-vous capturer ce monde-là ? Pouvez-vous apporter une histoire intéressante ? » »

— Maria Jacquemetton, productrice.

## Épisodes
Chaque saison compte treize épisodes (excepté la septième saison qui en compte quatorze), diffusés sur la chaîne AMC, à raison d'un épisode par semaine.
| Saison | Diffusion originale | Diffusion originale | Autres diffusions | Autres diffusions | Autres diffusions | Autres diffusions |
| Saison | Premier épisode     | Dernier épisode     | France            | Québec            | Suisse            | Belgique          |
| ------ | ------------------- | ------------------- | ----------------- | ----------------- | ----------------- | ----------------- |
| 1      | 19 juillet 2007     | 18 octobre 2007     | 2008              | 2010              | 2011              | 2011              |
| 2      | 27 juillet 2008     | 26 octobre 2008     | 2009              | 2011              |                   | 2011              |
| 3      | 16 août 2009        | 8 novembre 2009     | 2010              | 2011              |                   | 2011              |
| 4      | 25 juillet 2010     | 17 octobre 2010     | 2011              | 2012              |                   | 2012              |
| 5      | 25 mars 2012        | 10 juin 2012        | 2012              | 2013              |                   |                   |
| 6      | 7 avril 2013        | 24 juin 2013        | 2014              | 2014              |                   |                   |
| 7      | 13 avril 2014       | 17 mai 2015         | 2014-2015         |                   |                   |                   |

Ci-dessous sont mentionnés les faits marquants pour chacune des saisons ainsi que, le cas échéant, les arcs narratifs qu'elles contiennent.

### Saison 1
La première saison s'ouvre en mars 1960 et introduit les différents personnages, notamment le génial publicitaire Don Draper. Nouvellement employée par la prestigieuse agence Sterling Cooper, Peggy Olson, secrétaire de Draper, découvre le monde du travail. Alors que Don est relativement accueillant, elle doit subir l'hostilité de la chef des secrétaires, Joan Holloway, et le harcèlement sexuel de ses supérieurs masculins. Don a quant à lui de plus en plus de mal à gérer sa vie personnelle, entre ses différentes maîtresses et sa femme refoulée, Betty Draper. Roger Sterling, l'un des associés acerbes de l'agence, trompe également sa femme avec Joan, de qui il est follement amoureux. Alors que Sterling Cooper est engagée pour faire la communication de la campagne présidentielle de Nixon en 1960, la saison s'achève au moment de Thanksgiving la même année.

### Saison 2
Au début de la deuxième saison, on se retrouve le jour de la Saint-Valentin 1962 et finit autour de l'époque de la Crise des missiles de Cuba en octobre 1962.

### Saison 3
La troisième saison commence au printemps 1963 et se termine le 23 décembre de la même année, peu de temps après l'assassinat de John F. Kennedy.

### Saison 4
La quatrième saison débute au cours du Thanksgiving de l'année 1964 et s'achève en août 1965.

### Saison 5
La cinquième saison commence un peu avant le weekend du Memorial Day de 1966.

### Saison 6
La sixième saison débute en décembre 1967 et se termine le matin de Thanksgiving, en novembre 1968.

### Saison 7
La septième et dernière saison a été diffusée en deux parties de sept épisodes. La première, appelée The Beginning, se déroule entre janvier et juillet 1969. La seconde, intitulée The End of an Era, commence en avril 1970 jusqu'à la fin de la même année.

## Thèmes
Mad Men dépeint les composantes de la société et de la culture américaine des années 1960 : le tabagisme, l'alcool, le sexisme, l'adultère, l'homophobie, l'antisémitisme, le racisme et l'absence totale de préoccupations envers l'environnement,, sont des exemples des thèmes abordés dans la série, en accentuant les différences entre cette époque et celle de la diffusion. On peut voir de nombreux indices sur les changements à venir dans la décennie, et les thèmes de l'aliénation, de la mobilité sociale et de la dureté de certains personnages sont également des aspects continuellement sous-entendus. Un journaliste de MSNBC écrit que « la série reste largement déconnectée du monde extérieur, et les tendances politiques et culturelles sont illustrées à travers les personnages et leurs vies, et non pas par des arguments généraux et radicaux,. »
Le créateur Matthew Weiner la qualifie de « série de science-fiction dans le passé », ajoutant que c'est ainsi que la science-fiction utilise le monde futur pour parler des problèmes qui nous concernent aujourd'hui, et Mad Men utilise le passé pour discuter des problèmes qui nous concernent aujourd'hui, et que nous n'évoquons pas ouvertement.

### Tabagisme et alcoolisme
Le tabagisme en est l'un des points les plus marquants de la série. Beaucoup plus courant à l'époque qu'il ne l'est maintenant, il est omniprésent : presque tous les personnages fument à plusieurs reprises, à chaque épisode tout au long des saisons. Dans l'épisode pilote, des représentants de la marque de cigarettes Lucky Strike embauchent Sterling Cooper pour une nouvelle campagne de publicité, faisant suite à un rapport publié dans le magazine féminin Reader's Digest, affirmant que le tabagisme peut entraîner différents problèmes de santé, en particulier le cancer du poumon. La question de la dangerosité est abordée dans la quatrième saison, où Draper écrit un article dans The New York Times, intitulé Why I'm Quitting Tobacco (« Pourquoi j'arrête le tabac »), qui annonce la rupture de l'agence Sterling Cooper Draper Pryce avec Lucky Strike, et son refus de promouvoir n'importe quelle autre marque de tabac. SCDP travaille à la fin de la saison avec l'American Cancer Society dans une campagne de prévention sur les ravages du tabac.
À propos de l'alcoolisme, ABC News note qu'alors que la série progresse dans les années 1960, le créateur Matthew Weiner a continué à dépeindre un monde de bureaux remplis d'alcool, et de dîners imbibés. Un spécialiste en addictologie ajoute que « au cours des dix dernières années, l'alcoolisme a de plus en plus été considéré comme une maladie, alors que dans les sixties, les comportements inadaptés résultant d'une consommation abusive pouvaient être considérés comme « macho », voire romantiques, plutôt que comme une absorption compulsive en dépit des conséquences négatives,. » Alors que le personnage de Don Draper se bat contre sa propre dépendance à l'alcool dans la quatrième saison, un critique qualifie cette saison de « conte sur les excès de l'alcool qui donne à réfléchir. »

### Adultère et sexisme
Mad Men est devenu le sujet de nombreuses discussions sur le sexisme. La série dépeint une sous-culture où les hommes mariés ont plusieurs relations extra-conjugales : la plupart des personnages ont en effet fauté dans leurs mariages respectifs, en particulier Don Draper.
Marie Wilson écrit dans The Washington Post « il est difficile et douloureux de voir les façons dont les femmes et les hommes se comportent les uns avec les autres, ainsi qu'avec le pouvoir. C'est douloureux parce que ces comportements ne sont pas si éloignés de nous que nous voudrions le croire. Nos filles reçoivent continuellement le message que le pouvoir vient avec les hommes puissants. Être jolie reste toujours une qualité qui peut vous faire monter les échelons, sans pour autant vous amener tout en haut,. » The Los Angeles Times ajoute que « le sexisme en particulier est presque suffoquant, et finalement pas si agréable à voir. Mais c'est la force contre laquelle se battent les personnages féminins les plus intéressants, et leur opposition, qui les définit. L'interaction entre la misogynie quotidienne et la condescendance – la ménagère dont le psy rend compte au mari, la publicitaire qui est exclue des sorties après le travail et des arrangements autour d'un verre – rend les personnages déterminés et consistants,. »
Dans Salon, Nelle Engoron explique que bien que Mad Men semble mettre en lumière les problèmes de genre, ce sont les personnages masculins qui échappent à toute punition pour l'alcoolisme et l'adultère, alors que les femmes, elles, sont souvent punies. Un journaliste de Ms. Magazine écrit que « Mad Men nage entre deux eaux : un portrait nuancé de comment le sexisme et le droit patriarcal façonnent leurs vies, leurs carrières et leurs interactions sociales dans les années 1960 (et, par extension, aujourd'hui), et une interprétation glorifiée de ce monde de la publicité des sixties, chauvin et en mouvement constant,. » Melissa Witkowski ajoute dans The Guardian que l'ascension de Peggy est gâchée parce que la série sous-entend largement qu'aucune femme n'a jamais été rédactrice à Sterling Cooper avant Peggy, alors que les circonstances de sa promotion impliquent que la raison est qu'aucune femme n'a auparavant semblé réellement talentueuse face aux hommes. Elle compare la carrière de Peggy à celle de femmes publicitaires ayant réussi, comme Jean Wade Rindlaub, Jane Trahey, Helen Gurley Brown, Mary Wells Lawrence ou Caroline Robinson Jones.

### Racisme
The San Francisco Chronicle pose la question de savoir si le personnage de Don Draper est raciste, expliquant que « à moins que Draper n'ait manifesté pour les droits civiques, embauché des stagiaires noirs ou eu une copine noire, c'est un fantasme de croire qu'il n'est pas raciste. En effet, il serait inexact de le présenter comme un homme blanc des années 1960 n'ayant pas d'opinions racistes,. »
Le site web Change.org, dont le but est de promouvoir le changement social, explique que l'absence de gens de couleur dans les lignes scénaristiques principales de la série en dit long : « Mad Men parle de Don Draper et des gens de son milieu – de la classe moyenne à la classe aisée des Américains blancs dans les années 1950 à 1960. Pour ces gens-là, la race et le racisme sont largement invisibles, jusqu'à ce que la bataille pour l'égalité sociale n'empiète sur leurs privilèges,. »
Des critiques ont circulé sur le fait que la série déforme l'histoire en effaçant les parcours d'hommes et de femmes de couleur ayant réussi sur Madison Avenue à l'époque, comme Clarence Holte, George Olden ou Caroline Robinson Jones : Mad Men ne parle pas des problèmes raciaux de l'époque, mais les dissimule. Dans The Root, un journaliste ajoute que le manque continuel de publicitaires noirs dans la série devient rapidement anhistorique,.
Cependant, le webzine Slate félicite la série pour son approche des questions raciales, en particulier pour la trame narrative de l'épisode The Fog dans la troisième saison : Pete Campbell a l'idée de commercialiser certains produits spécifiquement pour les Afro-Américains, mais son idée est immédiatement rejetée par l'entreprise. Slate mentionne également l'épisode The Beautiful Girls (saison 4), où Peggy Olson propose Harry Belafonte pour devenir le porte-parole de l'entreprise Fillmore Auto après que celle-ci a été boycottée pour son refus d'engager des Noirs, mais Draper refuse. Le journaliste cite un essai publié en 1963 dans Advertising Age, qui révèle que sur plus de 20 000 employés, seulement 25 noirs sont répertoriés, travaillant dans n'importe quelle branche créative de la publicité : « Mad Men n'est pas lâche pour éviter la question de la race, c'est plutôt l'inverse. La série est courageuse pour son honnêteté sur la lâcheté de Madison Avenue,, ».
Le début de la saison 5 aborde directement le sujet, le premier épisode commençant avec les manifestations pour les droits civiques, et cela reste un élément récurrent puisque Sterling Cooper Draper Pryce engage une nouvelle secrétaire noire pour Don Draper, ainsi qu'un concepteur-rédacteur juif.

### Publicité
Le regard porté sur la publicité est également très cynique, car elle servirait d'exutoire à la créativité des jeunes hommes blancs de la classe moyenne. Le personnage principal, Don Draper, fait d'ailleurs cette remarque, en parlant de l'agence Sterling Cooper : « cet endroit compte plus d'artistes et d'intellectuels ratés que le Troisième Reich,. »
Les personnages ressentent aussi les frémissements du changement dans l'industrie de la publicité, avec par exemple le discours brillant de Don Draper sur la valeur nostalgique et sur le potentiel commercial de renommer le projecteur Kodak en « carrousel » :
| « Nostalgia. It’s delicate, but potent… Teddy told me that in Greek, nostalgia literally means the pain from an old wound. It’s a twinge in your heart, far more powerful than memory alone. This device… isn’t a spaceship, it’s a time machine. It goes backwards, forwards. It takes us to a place where we ache to go again. It’s not called the Wheel. It’s called the Carousel. It lets us travel the way a child travels. Around and around and back home again, to a place where we know we are loved. » — Don Draper, The Wheel | « La nostalgie. C'est subtil, mais très puissant… Teddy m'a appris qu'en grec, nostalgie signifiait littéralement une blessure ancienne qui fait toujours mal. C'est un pincement au cœur, teinté de regrets, et bien plus puissant qu'un simple souvenir. Grâce à cette machine, on ne vole pas dans l'espace. On remonte le temps. D'une pression on recule, on avance. Elle nous ouvre les portes d'une époque perdue que l'on rêve de retrouver. Cette chose n'est pas une roue. C'est un carrousel. Grâce à lui on voyage comme un enfant sur un manège. On tourne, et on tourne, et on retourne au point de départ, ce lieu magique où on se sait aimé. » — Don Draper, Carrousel |

À l'instar de la nostalgie pour une époque antérieure, l'aliénation, la mobilité sociale et la cruauté sont des sous-thèmes de la série. Souvent, ces références complètement contemporaines enracinées dans la culture américaine du début des années 1960 parviennent à toucher le public du XXIe siècle, près de 50 ans plus tard. La preuve en est l'interprétation du poème Maïakovski par Don Draper, lu dans les Meditations in an Emergency de Frank O'Hara (1957) à la fin de l'épisode 1 de la deuxième saison qui, après sa diffusion, a conduit le livre du poète à entrer dans les meilleures ventes sur Amazon.
Mad Men, par le décor du monde publicitaire qui crée sa substance, offre une approche didactique des stratégies publicitaires, conçues dès les années 1920 par Edward Bernays et expliquées par le journaliste libéral Walter Lippmann, sur la fabrication du consentement (L'opinion publique, 1922), car les personnages de Mad Men, les cadres de l'agence Sterling Cooper Advertising, n’ont qu’un but : répondre aux attentes des grandes sociétés qui souhaitent modeler les attitudes sociales des consommateurs.

### Identité
La série permet également d'envisager une réflexion magistrale à propos de la modernité et du rapport de l’individu face à la société. Puisant dans les réflexions de David Riesman (La foule solitaire, 1950), les protagonistes montrent le glissement de l’individu « intro-dirigé » à l’individu « extro-dirigé » qui « cherche la norme de son comportement dans le regard des autres et dans les médias ».
The San Francisco Gate note que la série aborde la question de l'identité, en particulier à travers le personnage de Don Draper, qui a usurpé l'identité d'un officier au cours de la guerre de Corée pour rentrer chez lui. Draper est qualifié d'« homme qui vit un mensonge depuis un long moment. Il est fait pour être solitaire. Et au cours des trois premières saisons, nous l'avons vu traîner cette angoisse existentielle à travers la vie de conte de fée qu'il s'est créé,. »
The New Republic écrit que « la méthode de la série est de nous montrer l'envers du décor des célèbres marques américaines – les cigarettes Lucky Strike, les hôtels Hilton, les céréales Life – sans nous expliquer comment ces produits sont fabriqués, mais comment leurs images « sexys et magiques » sont imaginées. [...] Ainsi, nous sommes tous des Don Draper, obsédés par le fait de vendre une image plutôt de s'occuper de ce qui se cache dessous. Le grand défaut de Draper est son manque de conscience psychologique : il est à la fois connecté aux désirs de l'Amérique, et entièrement déconnecté de son propre personnage,. »
Un critique ajoute que l'identité est un thème clé de Mad Men, étant donné qu'aucun personnage n'est vraiment ce qu'il paraît : chacun est rempli d'ambitions et de rêves frustrés, à commencer par Don Draper dont le placard est plein de squelettes proverbiaux,.

## Diffusion

### Pays ou province francophones
- Belgique : Acht, 2BE, RTBF
- Québec : Télé-Québec[74]
- France : TPS Star, Canal+, Prime Video
- Suisse : SF1, RTS1[75]

### Autres pays
- Allemagne : FOX Channel, ZDFneo
- Canada : AMC
- Italie : Rai 2
- Royaume-Uni : BBC Four (2008-2011), Sky Atlantic (2012-)
- Russie : Perviy Kanal

## Bande originale
Le thème du générique A Beautiful Mine (version instrumentale) a été composé par RJD2. La version non-instrumentale peut être trouvée dans l'album Magnificent City de Aceyalone. La bande originale des 39 épisodes est composée par David Carbonara.

## Accueil

### Audiences
| Saison | Diffusion originale          | Téléspectateurs (en millions) | Téléspectateurs (en millions) | Téléspectateurs (en millions) |
| Saison | Diffusion originale          | Premier épisode               | Dernier épisode               | Moyenne                       |
| ------ | ---------------------------- | ----------------------------- | ----------------------------- | ----------------------------- |
| 1      | 19 juillet – 18 octobre 2007 | 1,65                          | 0,93                          | 0,90                          |
| 2      | 27 juillet – 26 octobre 2008 | 2,06                          | 1,75                          | 1,51                          |
| 3      | 16 août – 8 novembre 2009    | 2,76                          | 2,32                          | 1,82                          |
| 4      | 25 juillet – 17 octobre 2010 | 2,92                          | 2,44                          | 2,27                          |
| 5      | 25 mars – 10 juin 2012       | 3,54                          | 2,70                          | 2,33                          |
| 6      | 7 avril – 23 juin 2013       | 3,37                          | 2,69                          | 2,23                          |
| 7      | 13 avril 2014 – 17 mai 2015  | 2,27                          | 3,29                          | 2,06                          |

Le premier épisode (series premiere ou pilote), diffusé le 19 juillet 2007, a rassemblé 1,65 million de téléspectateurs, soit le plus haut score d'audience de la chaîne AMC à ce jour. L'audience moyenne de la saison est de 0,9 million par épisode.
L'audience est plus que doublée lors du premier épisode (season premiere) de la saison 2 (2,06 millions), notamment en raison d'une grande campagne de promotion. Le season finale (dernier épisode de la saison) marque également un record, avec 1,75 million de téléspectateurs, soit 20 % de plus que pour le reste de la saison (en moyenne 1,51 million par épisode).
La troisième saison, débutée le 16 août 2009 et terminée le 8 novembre, a été suivie par 2 800 000 téléspectateurs pour sa diffusion inédite en première partie de soirée et encore 780 000 lors des rediffusions dans l'après-midi et au milieu de la nuit. En 2009, Mad Men devient deuxième sur la liste éditée par Nielsen Ratings des dix programmes les plus timeshiftés, derrière le dernier épisode de Battlestar Galactica.
Le 25 juillet 2010, le season premiere de la saison 4 devient l'épisode le plus regardé de AMC jusqu'au series premiere de The Walking Dead : il réunit plus de 2 900 000 téléspectateurs, soit plus de 5 % de plus que le premier épisode de la saison 3 et 61 % de plus que la moyenne de la saison précédente (1,8 million par épisode). La saison réunit en moyenne 2,27 millions de téléspectateurs.
Le premier épisode de la cinquième saison est l'épisode le plus regardé de la série à ce jour, avec plus de 3,5 millions de personnes, et 1,6 million chez les 18-49 ans (avant la saison 5, Mad Men n'avait jamais dépassé un million sur cette tranche d'âge). Le président d'AMC, Charlie Collier, a dit à ce propos que « Matthew Weiner et son équipe ont fabriqué une histoire magnifique, et à chaque saison, un public toujours plus grand lui a répondu : c'est une réussite rare ».

### Réception critiques
Mad Men a reçu une réponse largement positive de la critique depuis sa création. L'American Film Institute l'a sélectionnée comme l'une des 10 meilleures séries de télévision en 2007, 2008, 2009 et 2010, et elle a été nommée meilleure émission de télévision de l'année 2007 par la Television Critics Association et par plusieurs publications nationales, y compris le Chicago Tribune, le New York Times, le Pittsburgh Post-Gazette, le TIME Magazine et le TV Guide. Sur l'agrégateur de critiques Metacritic, la série a un score de 77 % pour la première saison, 88 % pour la deuxième, 87 % pour la troisième et 92 % pour la quatrième.

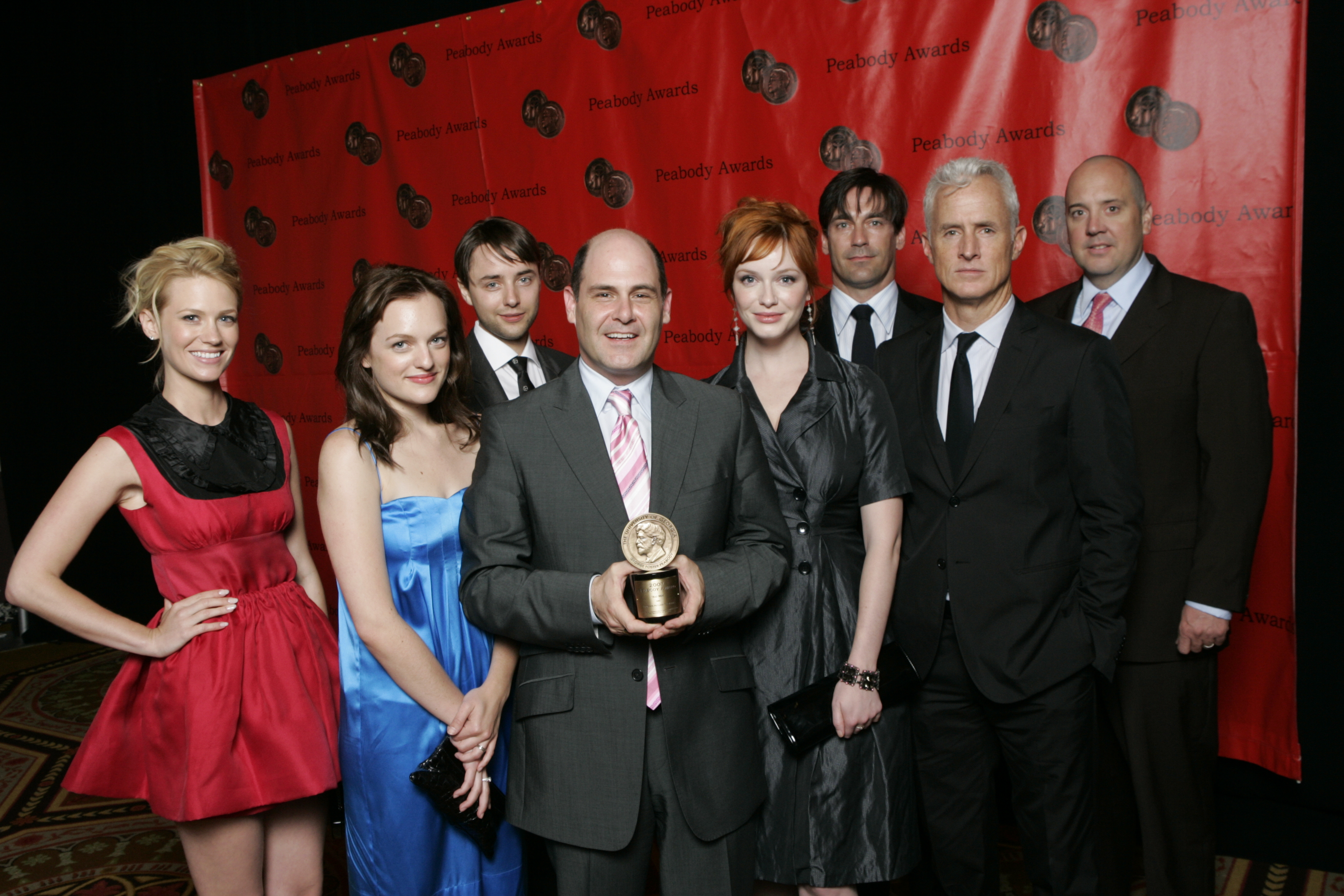
January Jones, Elisabeth Moss, Vincent Kartheiser, Matthew Weiner, Christina Hendricks, Jon Hamm et John Slattery aux Peabody Awards 2008

Un reporter du New York Times a qualifié la série de révolutionnaire, nous permettant de nous « abandonner dans un passé pas si lointain. » Le San Francisco Chronicle l'a qualifiée de série « stylisée, visuellement saisissante [...], un drame pour adultes sur l'introspection et les inconvénients de la modernité dans un monde d'hommes,. » Dans The Chicago Sun-Times, un critique décrit la série comme un « portrait détaché d'un peuple compliqué agissant avec les manières convenables des années 1960 que l'Amérique a perdu, tout en jouant les coureurs de jupons et en diffamant grossièrement ses subordonnés,. » Le magazine Entertainment Weekly a une réaction similaire, notant que dans la période où se déroule Mad Men, le jeu fait partie du travail, le badinage sexuel n'est pas encore du harcèlement, et l'Amérique est affranchie du doute, de la culpabilité et de la confusion contre-culturelle,. The Los Angeles Times écrit que la série a trouvé un juste milieu entre la nostalgie et le politiquement correct.
La série a également reçu des critiques élogieuses pour son exactitude historique, en particulier à propos des différences entre les sexes et des préjugés raciaux, de la dynamique sexuelle dans le milieu du travail, et de la forte prévalence du tabagisme et de la boisson,,.
Cependant, l'analyse publiée dans le London Review of Books était moins élogieuse, la série y étant définie comme « une désagréable entrée en matière dans le genre du Now We Know Better », alors que le casting n'était composé que d'une série de stéréotypes historiques qui a échoué à faire quoi que ce soit, sauf à « féliciter le présent ».
Le 20 juin 2007, un groupe de défense du consommateur a saisi le bureau des Commercial Alerts, et a déposé une plainte auprès du Conseil des Distilled Spirits, alléguant que le sponsor de Mad Men, la marque de whisky Jack Daniels, violait les règles de publicité sur les boissons alcoolisées, alors que la série représentait « l'activité sexuelle explicite » comme facteur d'intoxication involontaire. La marque Jack Daniels n'est mentionnée que dans le cinquième épisode.

### Authenticité
Certains professionnels de la publicité ayant travaillé dans les années 1960 ont émis des avis divergents sur le réalisme de Mad Men. Jerry Della Femina, qui a travaillé comme rédacteur publicitaire à l'époque puis a fondé ensuite sa propre agence, affirme que la série « reflète exactement ce qui s'est passé. Le tabagisme, les préjugés et le sectarisme. » Robert Levinson, un des consultants publicitaires de Matthew Weiner, qui a travaillé chez BBDO de 1960 à 1980, dit à Femina : « Ce que Matthew a filmé est tellement réaliste. L'alcool était une pratique courante, le tabagisme était constant, les relations entre les cadres et leurs secrétaires étaient semblables. » En revanche, Allen Rosenshine, rédacteur publicitaire ayant pris la tête de BBDO, a qualifié la série de « fabrication totale », en affirmant : « si quelqu'un avait parlé à des femmes de la manière dont ces abrutis le font, on lui aurait botté le cul. »

## Distinctions
Mad Men est le multiple vainqueur de récompenses de la télévision américaine, telles que les American Film Institute Awards, les Primetime Emmy Awards, les Peabody Awards ou les Satellite Awards. La série a aussi été nommée à plusieurs récompenses internationales, comme les British Academy Television Awards ou le Festival de télévision de Monte-Carlo.
Elle a notamment remporté le Primetime Emmy Award de la meilleure série télévisée dramatique en 2008, 2009, 2010 et 2011 pour ses quatre premières saisons, et a ainsi rejoint Capitaine Furillo (Hill Street Blues) et À la Maison-Blanche (The West Wing) parmi les séries les plus récompensées aux Emmys sur quatre années consécutives.
- American Film Institute Awards 2013 : top 10 des meilleures séries télévisées de l'année.

## Impact social
Mad Men, au même titre que Sex and the City ou Gossip Girl, est devenue également une série référence en matière de mode — féminine et surtout masculine —, qui a inspiré nombre de créateurs. Son influence s'étend donc au-delà de la simple sphère télévisuelle.

### Parodies
Le 26 octobre 2008, Jon Hamm a été l'invité de l'émission de divertissement américaine Saturday Night Live (saison 34, épisode 6). Il participe à deux sketchs parodiant Mad Men, en présentant les hommes de la série en train de boire et de fumer en permanence, et en s'adonnant régulièrement à l'adultère. Dans le sketch A-Holes: Pitch Meeting, Hamm est rejoint par deux autres membres du casting de Mad Men, Elisabeth Moss et John Slattery. Dans l'autre, Don Draper's Guide to Picking Up Women (« Guide de Don Draper pour attraper des femmes »), Hamm parodie la facilité avec laquelle son personnage enchaîne les femmes.
L'épisode Simpson Horror Show XIX (Spécial d’Halloween XIX au Québec et au Nouveau-Brunswick) de la série Les Simpson, diffusé aux États-Unis le 2 novembre 2008, comprend une scène intitulée How to Get Ahead in Dead-Vertising, adaptée du générique de Mad Men. Elle met en vedette Homer Simpson, avec la musique du générique de Mad Men en fond sonore.
Dans la série Community, épisode 17 de la saison 1, diffusé le 4 mars 2010 aux États-Unis, le personnage d'Abed Nadir imite Don Draper lorsqu'on lui demande de montrer ses capacités de séduction. La parodie est d'autant plus marquée que la femme à qui il s'adresse est Annie, jouée par Alison Brie, qui est aussi une actrice récurrente de Mad Men, interprétant la femme de Pete, Trudy Campbell.

### Placement de produits
Conséquence du sujet traité, la série intègre à l'intrigue des placements de produits. En effet, dans la deuxième saison, la marque de bières néerlandaise Heineken est présentée comme un client de l'agence, afin d'amener les consommateurs américains à acheter leurs produits. Ce placement est dû au financement de la marque dans la série. Le même phénomène se reproduit tout au long des saisons, avec les marques Cadillac, Gillette, American Airlines, Pampers, Lucky Strike.